# ユージン・スミス
ウィリアム・ユージン・スミス（William Eugene Smith、1918年12月30日 - 1978年10月15日）は、アメリカの写真家。1957年から世界的写真家集団マグナム・フォトの正会員。
ファーストネームは略されミドルネームのみで呼ばれることが多い。

## 経歴
カンザス州ウィチタ生まれ。母方の祖母がアメリカインディアンのポタワトミ族の血筋もひく。父親のウィリアム・H・スミスは小麦商を営んでいた。
長ずるにつれ、ユージンは空を飛ぶこと、飛行機に魅了されていった。13歳のとき、飛行機の写真を買うためのお金を母親に求めたところ、母親は代わりに自分の持っているカメラを与え、地元の飛行場に行って自分で撮って来てごらんと促した。写真一筋となったユージンはカセドラル高校のスポーツイベントを撮る。この写真が地元『ウィチタ・プレス』の編集者のヴィジル・ケイの目にとまり、15歳のとき同誌に写真が採用された。1934年、異常気象により中西部の農業は壊滅的な打撃を受けるが、干上がったアーカンザス川を撮った写真が『ニューヨーク・タイムズ』7月25日号に掲載された。
1936年4月、大恐慌で破産した父親が散弾銃で自殺。同年、ウィチタ・ノース高校を卒業。母親は息子のため、カソリック教会のつてを辿り、写真に関する奨学金を獲得。ユージンはノートルダム大学に入学するが、18歳のときに退学し、ニューヨークに向かった。1937年9月、『ニューズウィーク』の仕事を始めた。

### 戦争写真家として
1943年9月、「Ziff Davis」の従軍記者となる。サイパン、沖縄、硫黄島などへ派遣され、『ライフ』などに写真を提供した。
1945年5月22日の26歳のとき、沖縄戦で歩兵と同行中に日本軍の迫撃弾が炸裂し、砲弾の爆風により全身を負傷した。左腕に重傷を負い、顔面の口蓋が砕けた。この時の口腔内のけがのために以後咀嚼が難しくなり、固形物の摂取が困難になった。そのため、以後は1日当たり牛乳8から10本を飲んで栄養源とする生活に変わった。固形物をとるのは夕食の時くらいしかなかった。
以後約2年の療養生活を送ったが、生涯その後遺症に悩まされることになった。その期間を振り返って、ユージンは「私の写真は出来事のルポルタージュではなく、人間の精神と肉体を無惨にも破壊する戦争への告発であって欲しかったのに、その事に失敗してしまった」と述懐している。
戦後、時の大事件から一歩退き、日常にひそむ人間性の追求や人間の生活の表情などに興味を向け、1947年から1954年まで、雑誌『ライフ』で「フォト・エッセイ」 (複数の写真と文章でストーリーを構成する写真発表の形式) という形でそれに取り組んだ。
療養中の1946年、「The Walk to Paradise Garden」(楽園への道) を発表する。これは、当時の妻だったカーメンや2人の子供と暮らしていたころに撮られた写真で、林の中を歩く2人の子供の後姿を逆光で撮影している。今日では、写真集『MINAMATA』に収録されている「入浴する智子と母」と共にスミスの代表作として知られているが、発表当時は特に注目を集めるものではなかった。広く知られるようになったのは、1955年にニューヨーク近代美術館で開催された「ザ・ファミリー・オブ・マン」展のエンディング写真として使われて以降のことである。この時期の写真集は医療に関係したものが多い。「Folk Singer」(フォーク・シンガー、1947年)、「Country Doctor」(カントリー・ドクター、1948年)、「Spanish Village」(スペインの村、1951年)、「Chaplin at Work」(仕事中のチャップリン、1952年)、「Nurse Midwife」(助産婦、1953年)、「A Man of Mercy」(慈悲の人 シュヴァイツァー、1954年) が発表された。
1950年にイギリス労働党の党首選挙撮影のため訪英し、クレメント・アトリーに共感を抱いたが、『ライフ』誌編集部の方針と対立し、結局その写真集はイギリスの労働者階級にのみの限定販売となった。
1954年、「慈悲の人 シュヴァイツァー」で添えられたエッセイの内容を巡って『ライフ』誌と対立、以後関係を断ち切ることになった。1955年、マグナム・フォトに加わった。以後の3年間、ピッツバーグを描いたフォトエッセイに取り組み、厖大な労力と自己資金をつぎ込んだが作品としてまとめきれず、後に「偉大なる失敗作」と呼ばれるようになる。プロジェクトの一部は1959年に『ポピュラーフォトグラフィー年鑑』に収められた。

### ジャズ・ロフト・プロジェクト
1957年、ユージンは妻のカーメンと4人の子供をニューヨーク州ウェストチェスター郡に残し、マンハッタン6番街のロフトに移り住む。そこでトランペッターのディック・ケアリー（Dick Cary）やピアニストのホール・オーヴァートン（Hall Overton）らと暮らし始めた。ロフトではセロニアス・モンク、ズート・シムズ、ローランド・カーク、カーラ・ブレイ、ロニー・フリーらによるジャムセッションが連日連夜繰り広げられた。ユージンは同年から1965年にかけて演奏をオープンリールで録音し続けた。このときの録音テープとユージンが撮った写真はのちに映画にまとめられた（後述）。
1960年、創業50年を記念して日立製作所は大掛かりな国際宣伝プロジェクトを計画、その業務を委託されたコスモPRはスミスに白羽の矢をたてた。翌1961年、アシスタントで恋人だったキャロル・トーマスと共に3か月の予定で来日したが、結局1年間の滞日になった。この時の成果は「Japan...a chapter of image」(日本……イメージの1章、1963年発表) として発表された。ただ、後に告白するように、この時のスミスは日本のことがよく理解できておらず、「日立」もうまく撮れなかった。そのため、日本へ行ってもう1度日本を撮り直したい、できることなら日本の漁村を撮りたい、と何度も言っていた。
1970年8月、51歳のときにニューヨークのマンハッタンにあるロフトでアイリーン・スプレイグ（のちの妻となるアイリーン・美緒子・スミス）と出会う。富士フイルムのCMでのユージンへのインタビューで、アイリーンが通訳を務めた。当時20歳のアイリーンは、母親は日本人で父親はアメリカ人。東京育ちで11歳のとき渡米し、当時はカリフォルニアのスタンフォード大学の学生で、夏休みの休暇中の割のよいアルバイトとして富士フイルムの通訳兼コーディネーターを引き受けただけで、当時はユージン・スミスの名前も知らなかった。出会ってわずか1週間後に、ユージンはアイリーンに自分のアシスタントになり、ニューヨークで同居するよう頼む。アイリーンは承諾しそのまま大学を中退、カリフォルニアには戻らずユージンと暮らしはじめた。

### 水俣市へ
当時、岩波映画製作所に勤めていた森永純はユージン・スミスと交流があった。スミスはニューヨークで開催した回顧展を日本でも開きたがっていたが、その話を森永が持っていった朝日新聞社は乗り気ではなかった。
たまたまその話を直接聞いた友人の元村和彦が、写真展を開く代わりにロバート・フランクを紹介してもらいたいと森永と取引したことがきっかけでスミスは再来日することになった。
1970年10月、元村和彦は渡米、ニューヨークでユージンらに来日して水俣病の取材をすることを提案した。1970年代は水俣病裁判とも重なり、日本全国各地で公害が社会問題となっていた時期でもあった。
翌1971年8月16日、スミスとアイリーンは日本で開催する写真展のために来日、元村は原宿のセントラルアパートの1室を2人の住居として提供、家賃も元村が負担した。この時期に偶然街で見かけたスミスに声をかけたことが縁で、まだ写真学校の学生だった石川武志はスミスの無給のアシスタントになった。
来日して間もない8月29日、スミスとアイリーンは入籍、結婚式は開かなかったが、アイリーンの母親が強く希望したので披露宴だけは芝のプリンスホテルで行っている。
同年9月3日から15日までの期間、新宿の小田急百貨店で写真展を開催、それと同時にスミスとアイリーンは9日から15日にかけて初めて水俣を訪れ、以後3年間に及ぶ水俣での写真撮影を始めた。最初に訪れた時には、スミスとアイリーンには、元村の紹介で、既に水俣病の写真を撮っていた写真家の塩田武史が案内役として同行、まずは塩田が水俣に持っていた家に泊まりながら、水俣での生活の準備も始めた。
この時に2人が水俣市月ノ浦 (水俣病の多発地帯だった地域の1つ) に借りた家は、偶然だったが、溝口トヨ子 (水俣病の最初の公式認定患者) の両親が大家だった。ここを生活の拠点にして、同年9月から1974年10月まで水俣での撮影は断続的に3年以上に渡って続けられる。
アシスタントの石川は当初、水俣で生活しながらスミスのアシスタントをするつもりはなかったのだが、スミスが強引に水俣まで連れて行き、以後、スミス、アイリーン、石川の3人で水俣での撮影を行い、時々東京へ戻る、あるいは帰米するという生活が続く。取材・撮影の対象は、チッソが引き起こした水俣病と、水俣で生きる患者たち、胎児性水俣病患者とその家族などだった。通常、水俣の撮影に関してはスミスとアイリーンばかりがクローズアップされてきたが、石川の存在の大きさは無視できない。この間、写真撮影に必要な資金や生活費をまかなう定期的な収入はなく、日本での生活は常に綱渡りの状態だった。

### 五井事件
水俣病被害者の補償問題は、チッソ (水俣病患者公式初認定当時は新日本窒素肥料株式会社) と日本政府の冷淡な態度のために複雑化・長期化した経緯がある。
水俣病の原因が、チッソが不知火海に排出する排水の中に含まれるメチル水銀であることが濃厚になり、チッソは1959年の12月に水俣病被害者にわずかな金額の見舞金を支払ったが、その際に「乙は将来、水俣病が甲の工場排水に起因することがわかっても、新たな補償請求は一切行わないものとする」という一文を挿入し、この条件を被害者に飲ませた。実はこの年の10月には、チッソの附属病院の院長だった細川一による猫を使った実験により、排水が原因で水俣病を発症することが実証されていたがチッソはその後も長くこの事実を隠し続けた。実験の事実が明らかになったのは、10年以上後の1970年、水俣病訴訟での証人尋問の中でのことである。この1文が原因となって、後の1969年になって水俣病患者家庭互助会は2分され、チッソが推す厚生省への一任派と裁判で決着を付けようとする訴訟派に分裂した。
更に、チッソや日本政府が水俣病患者の認定条件を狭めたため、水俣病の症状が出ていながら患者として認定されない者が出てくるようになった。このことに憤った患者やその家族は、前述の一任派・訴訟派とは別個にチッソと直接交渉を行って補償を勝ち取ろうとする自主交渉派を結成した。自主交渉派の中心は川本輝夫・佐藤武春である。彼等はチッソ水俣工場前で座り込みを行って抗議を行い、1971年12月6日には東京丸ノ内にあるチッソ本社で座り込みの抗議を始め著名人も彼等を支持するようになった。
翌1972年1月7日、自主交渉派はチッソ労働組合連絡協議会議長の夏目に面会するため千葉県市原市五井にあったチッソ五井工場 (現・JNC石油化学市原製造所) へ向かった。これは、チッソの上層部が本社前の座り込み抗議を排除しようとして五井工場の組合員だった従業員を派遣したので、その抗議を行うためだった。この抗議活動に、スミスやアイリーン、報道陣も同行した。ここで、川本輝夫率いる水俣市からの患者を含む交渉団と新聞記者たち約20名が暴行を受ける事件が発生した。これを五井事件と呼んでいる。
チッソ側と自主交渉派の間で押し問答が発生している間に、チッソが約200人の従業員を投入して殴る蹴るの暴行を加えて実力排除に訴えた。暴力は報道陣やスミスにも加えられた。スミスはカメラを壊されたほか、この時の暴行が原因で頭痛と視力低下に悩まされるようになった。チッソ側は、自分たちが暴行を加えた事実はなく、スミスが自分から暴れて転倒し自分で勝手にけがをしたのだと主張したが、スミスは暴行を加えられた時の写真をとっており、その時の写真は後に出版された写真集『MINAMATA』に使われた。暴行の容疑者は不起訴処分となった。
ユージンの後遺症は重く、複数の医療機関に通い続けたが完治することはなかった。この事件でユージンは「患者さんたちの怒りや苦しみ、そして悔しさを自分のものとして感じられるようになった」と自らの苦しみを語った。ユージンはチッソを告訴することも勧められたがそれを拒み、その後も水俣市と東京都内を行き来しながら、患者らの後押しを受けて撮影を続けた。
1945年の沖縄戦での負傷の後遺症で、ユージンは歯の噛み合わせが悪くなり、ほとんど食べられなくなっていた。またアルコール依存症にも苦しみ、アイリーンによれば「毎日10本の牛乳と、オレンジジュースに生卵を入れて混ぜた飲み物が栄養源で、それにサントリーレッドの中瓶を1日1本ストレートで飲んでいた」という。チッソ五井工場での暴行による負傷が体調悪化に拍車をかけ、激しい頭痛に悩まされ「（風呂の薪割り用の）斧で頭を割ってくれ」とアイリーンに頼むこともあった。

### 水俣プロジェクトの終焉
1973年4月13日から17日までの期間、西武百貨店池袋店で写真展『水俣――生、その神聖と冒瀆』を開催した後、ニューヨークへ飛び医師に診察をしてもらうと同時に、アメリカである程度大規模に発表できる媒体を探したが、写真雑誌『カメラ35』への掲載が決まった。一方、写真展は同年10月に水俣で、その後は新潟でも開催された。
ニューヨークから日本へ戻り、再び水俣での撮影を続けたが、この頃はスミスの体調が悪かっただけでなく、経済的にも行き詰っていた上にアイリーンとの関係も悪化していたので、撮影プロジェクトは次第に終わりが見え始めていた。スミスは次第に、シェリー・シュリスという名の写真学生に心を奪われるようになっていた。オイルショックによる経済の停滞も影響が大きく、スミスは東京に戻った時の拠点だったセントラルアパートを引き払い、代わってアイリーンの親戚が持っていた板橋区大山にあったアパートを借りた。これ以降、スミスが撮った水俣の写真はあまり多くない。
1974年春に再度帰米して治療を受けた後、ニューヨーク・タイムズ紙のインタビューを受け、記事は大きな反響を呼んだほか、ラリー・シラーが提示した破格の条件 (ハードカバー1万部、ソフトカバー9万部の出版、印税総額10万ドル、うち3万ドルを前払い) での写真集出版の話しがまとまった。
この契約により、それまで無給のアシスタントだった石川は初めて給料と呼べるようなまとまった金額を受け取ることが出来た。
同年の6月中旬、スミス、アイリーンと石川は水俣に戻ってわずかな写真を撮った。そして、水俣をテーマにしたプロジェクトはこれが最後になった。11月24日、スミスとアイリーンは帰国、ロサンゼルスで写真集『MINAMATA』に載せるための文章の仕事を翌年の1月までに片付け、1975年4月にはICP (International Center of Photography) で写真展が開催され、同年5月にはアイリーンとの共著で写真集『MINAMATA』も出版された。しかしその直後、ユージンとアイリーンは離婚することとなった。

### ツーソン
その後の晩年のスミスの生活はニューヨークからアリゾナ州のツーソンに移る。アリゾナ大学のCCP (w:en:Center for Creative Photography) からスミスに対して、作品の買い上げと客員教授としての招聘があり、それに応じたからである。この頃になると、スミスはチッソ社員からの暴行の後遺症による神経障害と視力低下により、カメラのシャッターを切ることもピントを合わせることもできなくなっていたが、日本や日本人を恨むことはなかった。
1977年12月、ツーソンへ引っ越した頃、写真集『MINAMATA』で最も有名な写真「入浴する智子と母」の被写体だった上村智子が亡くなった。また、同年12月、スミス自身も検査入院から退院する日に脳出血の発作を起こすという災難に見舞われた。この時は偶然病院にいたり、看護婦が早く気づいたという幸運もあって、回復することができた。翌年には一時セミナーを行うまでになった。
1978年の春にアイリーンとの離婚が正式に完了し、シェリー・シュリスとツーソンで一緒の生活を始めたが、その年の10月15日に自宅そばの食料雑貨店へ猫のエサを買いに来ていた際、発作を起こして死去した。飼っていたベイビーという名の猫のキャットフードを買いに行った食料品店で転倒、頭を打ったのが原因とみられる。59歳没。日本語版『写真集 水俣』が出版されたのは、ユージンの死後の1980年である。

## 死後

### アイリーン・アーカイブ
アイリーンはのちに再婚して子をもうけた。アメリカ国籍であるが現在は京都市に在住し、ユージンとアイリーンが水俣で撮影した全写真の著作権管理を行う組織として「アイリーン・アーカイブ」を設立した。大阪人権博物館（リバティおおさか）をはじめ、京都国立近代美術館や東京都写真美術館などの美術館にユージンの作品を収蔵するとともに、出版社や新聞社、テレビ局などマスメディアへの作品貸出や使用許諾を行っている。また反原発・環境保護団体「グリーン・アクション」の代表を務める。なお、大阪人権博物館は2020年5月で閉館し、ユージンの『水俣』オリジナルプリントを含む収蔵物は大阪市の他の施設へ移管される予定である。

### ユージン・スミス賞
彼の死後、ユージン・スミス・メモリアル基金（W. Eugene Smith Memorial Fund）によりユージン・スミス賞（W. Eugene Smith Grant in Humanistic Photography）が設けられた。人間性や社会性を重視した写真作品を対象としている。主な受賞者にセバスチャン・サルガドなどがいる。

### 映画『ジャズ・ロフト』
1957年から1965年にかけて、マンハッタンのロフトでユージンが録音した4000時間にわたるジャズ・ミューシャンのジャムセッションのテープと、4万枚近い写真が、死後にドキュメンタリー映画としてまとめられた。2015年、サラ・フィシュコが監督を務めた『The Jazz Loft According to W. Eugene Smith』が公開。
日本では『ジャズ・ロフト』という邦題で、2021年10月15日に全国公開された。

### 映画『MINAMATA-ミナマタ-』
2018年10月23日、英国のハンウェイ・フィルムズが、ユージンの後半生をジョニー・デップ主演で映画化すると発表した。アイリーンの役は美波が演じた。
映画『MINAMATA-ミナマタ-』は2020年2月にベルリン国際映画祭で公開された。
2021年8月、アイリーンはメディアのインタビューに応じ、「この映画はドラマだし、実際に生きた人にとっては複雑な気持ちがあります」（ユージンが写真の発表を諦めようとして編集者と口論になる描写に対して）「本当なら逆です」と述べる一方、「患者さんの苦しみと闘いの素晴らしさが世の中に知られていくこと、そしてユージンのジャーナリストの信念が話題になっていくことは非常に嬉しく思います」と評した。デップが演じるユージンが本人と似て見えた部分があったり、「ユージンがいる」と思えた瞬間があったことも話した。
同年9月7日、映画の日本公開に合わせ、長らく絶版になっていた『MINAMATA』の日本語版『写真集 水俣』が、原著と同じタイトルで再出版された。9月11日には、熊本県津奈木町のつなぎ美術館で作品展「ユージン・スミスとアイリーン・スミスが見たMINAMATA」の開催が始まった。
同年9月18日、映画の先行上映会が水俣市文化会館で行われた。9月23日、日本で全国公開。

## 表現方法
ユージン・スミスの写真の特徴は、「真っ暗闇のような黒とまっさらな白」のメリハリである。
そのメリハリは、妥協を知らない徹底した暗室作業によって作り出された。
日立製作所の仕事に助手として参加した森永純は、「暗室作業についていえば、渡された1枚のネガから、いくらプリントしてもOKをもらえず、悪戦苦闘したことが忘れられない。こうなると私も意地で、知っているだけの技術を使い、とうとう1週間かかって100余枚のプリントを焼き、やっとその中の1枚だけにOKをだしてもらったことがある」と書く。
それに加えてユージン・スミスは、トリミングを駆使して被写体を強調したり、重ね焼きを用いたりした。例えばアルベルト・シュヴァイツァーを被写体とした1枚は手と鋸の影が重ね焼きされた。そもそもユージン・スミスは、リアリズム（写実主義）を排除していたとされる。

## 著名な写真
- 第二次世界大戦の戦場サイパンで米兵により発見された傷ついた幼児の写真（1944年）
- 硫黄島で日本兵の塹壕を一掃する米海兵隊（1945年）
- 『楽園へのあゆみ The Walk to Paradise Garden』（1946年）
- 『カントリー・ドクター Country Doctor』（1948年）
- 『スペインの村 Spanish Village』（1950年）
- 『助産婦 Nurse Midwife』（1951年）
- 『アルベルト・シュヴァイツァー A Man of Mercy』（1954年）
- 『ピッツバーグ Pittsburgh』（1955年）
- 『ハイチ Haiti』（1958年-1959年）
- 『入浴する智子と母 Tomoko and Mother in the Bath』（1971年）

### 「入浴する智子と母」公開是非をめぐる議論
スミス夫妻が水俣へ移住した年の1971年12月に撮影された、胎児性水俣病の少女・上村智子（1956年 - 1977年）を母親が抱いて入浴させている写真「入浴する智子と母（Tomoko and Mother in the Bath）」は、ユージンの『水俣』の写真の中でも特に名高い1枚として知られる。やはり水俣病患者を撮り続けて来た桑原史成が、“私には撮れないショットだ”と白旗を揚げた一枚でもある。ユージンはアイリーンとの連名で、『ライフ』1972年6月2日号に「Death–Flow from a Pipe: Mercury Pollution Ravages a Japanese Village」（排水管からたれながされる死　―水銀中毒が日本の村を破壊する―）と題するフォトエッセイを寄稿。「入浴する智子と母」はこのときに初めて公表された。
「ピエタ」を思わせる構図の母子像は、写真展や水俣病についての書籍でもたびたび紹介されてきたが、遺族である両親とアイリーンの話し合いにより、1998年6月、「アイリーン・アーカイブ」では今後は同写真の使用を許諾しない方針であることが発表された。このため、ユージン生誕100周年を記念して2017年11月25日から2018年1月28日まで東京都写真美術館で開催された「生誕100年 ユージン・スミス展」でもこの有名な写真は展示されることはなかった。
この「封印」に対しては、写真家や美術館関係者などから様々な意見があり、当該写真を所蔵する 清里フォトアートミュージアム の広報担当者は「自分はこの1枚に出会って水俣病や現代の世界につながる環境問題に関心を持つきっかけとなったので、ぜひ多くの人に見てほしい」と語り、同館の学芸員は「この件は国際会議でも話題になっており、海外の所蔵館の中には展示できなくなるのなら購入費用を弁済してほしいという声もある」と述べた。また同館館長の細江英公は「日本の著作権法では著作者の許諾に関係なく、美術品などの現所有者は作品の展示ができるし、教科書に掲載することも可能である」と指摘した。
また水俣でスミス夫妻と寝食を共にしながら、ユージンの助手を務めた石川武志は「（写真が）封印されたことがすごく残念だ。普遍性をもつこの母子像は人類にとって失ってはならない芸術作品だ。ユージンが生きていたら展示や掲載を望むと思う」と語り、アイリーンによるこの「封印」に強く反対した。
映画『MINAMATA-ミナマタ-』では「封印」された「入浴する智子と母」が使用されており、アイリーンは映画を見た後で「この写真を大切にするなら今何をするべきかと考えた時、『本物の写真を見せることだ』という結論」に達したと述べ、再刊する写真集で「入浴する智子と母」を含めた、上村智子の写った写真を掲載する意向を示した。

### 工場廃液の写真「排水管からたれながされる死」
ユージンは『ライフ』誌の1972年6月2日号に、チッソ水俣工場の排水管から不知火海にメチル水銀を含んだ工場廃液が流される様を撮影した写真「排水管からたれながされる死（Death-Flow from a Pipe）」を発表した。アイリーンによれば、撮影時期は1971年9月。『アサヒグラフ』の取材で来ていた写真家の塩田武史によって「八幡プール」まで案内され、ユージンは後ろの背景を入れるため地面に寝転がって撮影した。これに対し、時系列上、疑問があると唱える説がある。

## 影響を与えた写真家
石川武志
写真家の石川武志は、ユージンらが来日した1971年当時は写真学校を卒業したばかりで、東京の原宿に住んでいた。ユージンの写真展を見て感銘を受け、原宿で偶然ユージンを見かけて声をかけたところ、アシスタントとして水俣へ一緒に行かないかと誘われた。当初は3か月の予定で引き受けたが、スミス夫妻が水俣にいた丸3年間アシスタントを務めた。石川はアイリーンと同い年で、スミス夫妻が水俣で借りた家を本拠に行動を共にした。
スミス夫妻が水俣での撮影を終えて帰国した後、英語版写真集『MINAMATA』の出版と個展の手伝いを頼まれ、石川も後を追って1975年にニューヨークへ渡った。石川自身は当時水俣で撮影した写真は発表していなかったが、当時と現在の患者たちの写真をまとめ、2012年に『MINAMATA NOTE 1971-2012 私とユージン・スミスと水俣』として出版した。
森枝卓士
水俣市出身の写真家・森枝卓士は、新日本窒素肥料（チッソを経て現在はJNC）水俣工場近くの自宅で生まれ育った。両親は同社の社員で、1959年11月2日の4歳の頃、水俣病で被害を受けた漁民が工場に押しかけたこともあった。少年期は社会問題に関心を持たず過ごしたが、ユージンの写真を雑誌で見かけて「社会的なテーマを扱っているのに美しい」と感動した。高校生のときにスミス夫妻が水俣に移住してからは親に内緒で通い続けた
。
森枝の父親はチッソ労働組合の方針を批判して新労組に加入し、チッソを擁護する集会にも参加していたが、スミス夫妻と行動を共にする息子の姿に驚いて「こん、ばかもんが!」と激怒した。森枝はのちに「水俣の人間の側からすると、水俣というのはそのチッソのおかげでみんなが食べていたような町」「僕の父も母もチッソで働いていたし、そのおかげで自分たちが叶わなかった夢だった、東京の大学に僕と弟妹の3人の子供を送り卒業させた。だから複雑な感情があったわけですね。」として、父親が森枝の行動に怒って寝込んだことや、水俣病の取材中にユージンらが暴行を受けたことを語っている。

## 著書
- ユージン・スミス、アイリーン・M. スミス『水俣 生―その神聖と冒涜』創樹社、1973年。
- Smith, Eugene; Smith, Aileen M. (May 1975). MINAMATA. New York: Holt, Rinehart and Winston
  - ユージン・スミス、アイリーン・M. スミス 著、中尾ハジメ 訳『写真集 水俣』三一書房、1980年1月。
  - 同上 著、中尾ハジメ 訳『写真集 水俣』（【普及版】）三一書房、1982年2月。
  - 同上 著、中尾ハジメ 訳『写真集 水俣』（【新装版】）三一書房、1991年12月。ISBN 978-4380912450。
  - 同上 著、中尾ハジメ 訳『MINAMATA』クレヴィス、2021年9月7日。ISBN 978-4909532664。

## 写真集・図録
- 『ユージン・スミス展：真実と人間愛に生きた写真家』（PPS通信社、1982年）
- 『ユージン・スミス展：真実と人間愛 スミスの遺志を受け継ぐ12人の写真家とともに』（PPS通信社、1992年）
- （東京都写真美術館編）『ユージン・スミスの見た日本』（東京都歴史文化財団、1996年）
- （ジル・モーラ、ジョン・T.ヒル編、原信田実訳）『ユージン・スミス写真集：1934-1975』（岩波書店、1999年）
- （ロバート・キャパ、ジョン・スウォープ（英語: John Swope (photographer)）、三木淳）『第二次世界大戦日本の敗戦：キャパ、スミス、スウォープ、三木淳の写真 開館10周年記念展』（清里フォトアートミュージアム、2005年）
- （桑原史成、塩田武史、宮本成美、アイリーン・美緒子・スミス、小柴一良、田中史子、芥川仁）『水俣を見た7人の写真家たち：写真集』（弦書房、2007年）
- （京都国立近代美術館編）『W.ユージン・スミスの写真：アイリーン・スミス・コレクション』（京都国立近代美術館、2008年）

## その他

### ドキュメンタリー
- BS1スペシャル「写真家 ユージン・スミスの戦争 〜タラワ・サイパン・沖縄678日の記録〜」（2020年8月13日、NHK BS1）[89]
- ETV特集「写真は小さな声である〜ユージン・スミスの水俣〜」（2021年10月31日、NHK Eテレ）[90]